# Río Trubia
El río Trubia es un afluente del Nalón, uno de los principales ríos asturianos, y por tanto pertenece a su cuenca hidrográfica.

## Toponimia
Según datos de la Confederación Hidrográfica del Cantábrico, el nombre del río Trubia proviene del latín. De este modo partiría de la construcción trans-upia, donde Upia sería descendiente del latín Aqua; la expresión significaría “detrás del río”, aplicándola desde la perspectiva de la capital de Asturias, Oviedo, ya que se trata de un curso “tras el Nalón”.

## Curso
El río Trubia nace de la confluencia de los ríos Lindes y Ricabo, dos de sus principales afluentes, en la localidad de Santa Marina (Quirós). Formados ambos por la unión de regueros procedentes de la alta montaña central asturiana, su fuerza posibilita la existencia de la Minicentral de Santa Marina. 

El río Trubia recibe a lo largo de su curso el aporte del río Teverga, otro afluente importante, y desemboca en el río Nalón a la altura de Trubia (Oviedo), a la que da nombre. 
El río Trubia discurre, pues, por los concejos de Quirós, Proaza, Santo Adriano y Oviedo, atravesando localidades de cierta importancia:

- Bárzana, capital del montañoso Quirós y situada en una ladera.
- Las Agüeras, donde existe una central hidroeléctrica asociada al Embalse de Valdemurrio, justo antes del Desfiladero de Cuevafurada, que separa la Sierra de Carangas de la del Gorrión.
- Carangas de Arriba y Carangas de Abajo, por donde llegan las aguas del río Teverga antes de que el Trubia corte de nuevo la Sierra de Carangas por el Desfiladero de Peñas Juntas.
- Proaza, histórica villa donde se abre una vega aluvial de 400m de ancho y que desde antiguo protege el Camín real de La Mesa.
- Villanueva y Tuñón, en la misma vega, que termina al dar comienzo la Sierra de Estopo.
- San Andrés, donde el río vuelve a formar una llanura aluvial hasta alcanzar la del Nalón en Trubia.

Gran parte del recorrido del río Trubia discurre casi paralelo a la Senda del oso, razón por la cual se ha comenzado a popularizar la denominación "Valle del Oso" para referirse al valle que forma.